# 康塔里尼喷泉
康塔里尼喷泉（Fontana Contarini）是一个喷泉，位于意大利贝加莫上城的老广场（Piazza Vecchia）, 介于理性宫（Palazzo della Ragione）与贝加莫新宫（Palazzo Nuovo di Bergamo），即安杰洛·麦图书馆（Bibliothèque Angelo Mai）之间。

## 历史
喷泉以威尼斯共和国的执政官阿尔维塞·孔塔里尼的名字命名，他于1780年离任时送给市民，美化老广场（Piazza Vecchia），并为居民提供水源。1858年，喷泉进行了彻底的翻新，部分改变了其特色。
在复兴运动期间，1885年，喷泉曾被拆除，原址改建朱塞佩·加里波第纪念碑。几十年后，20世纪初，又重新安装在其原来的位置，纪念碑迁往下城的米勒广场（Piazza dei Mille）。

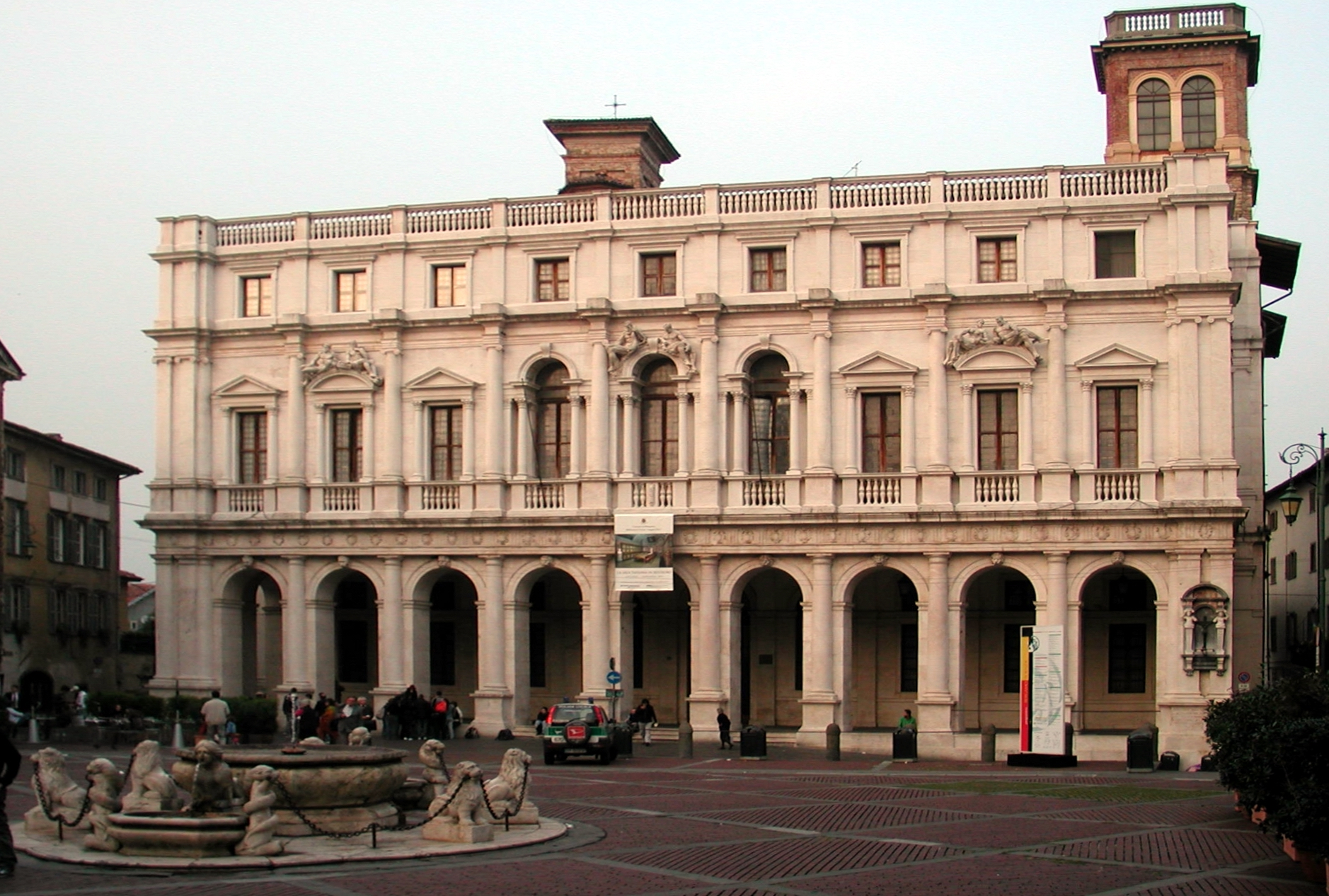
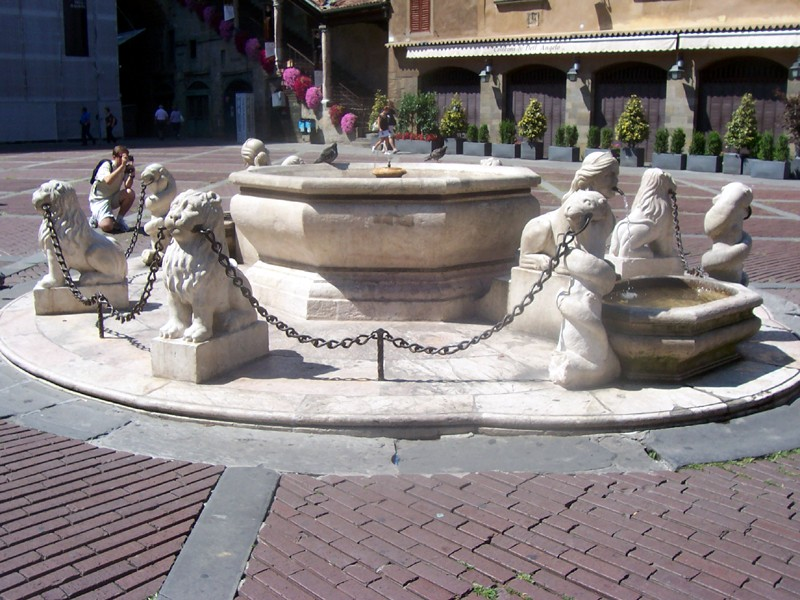
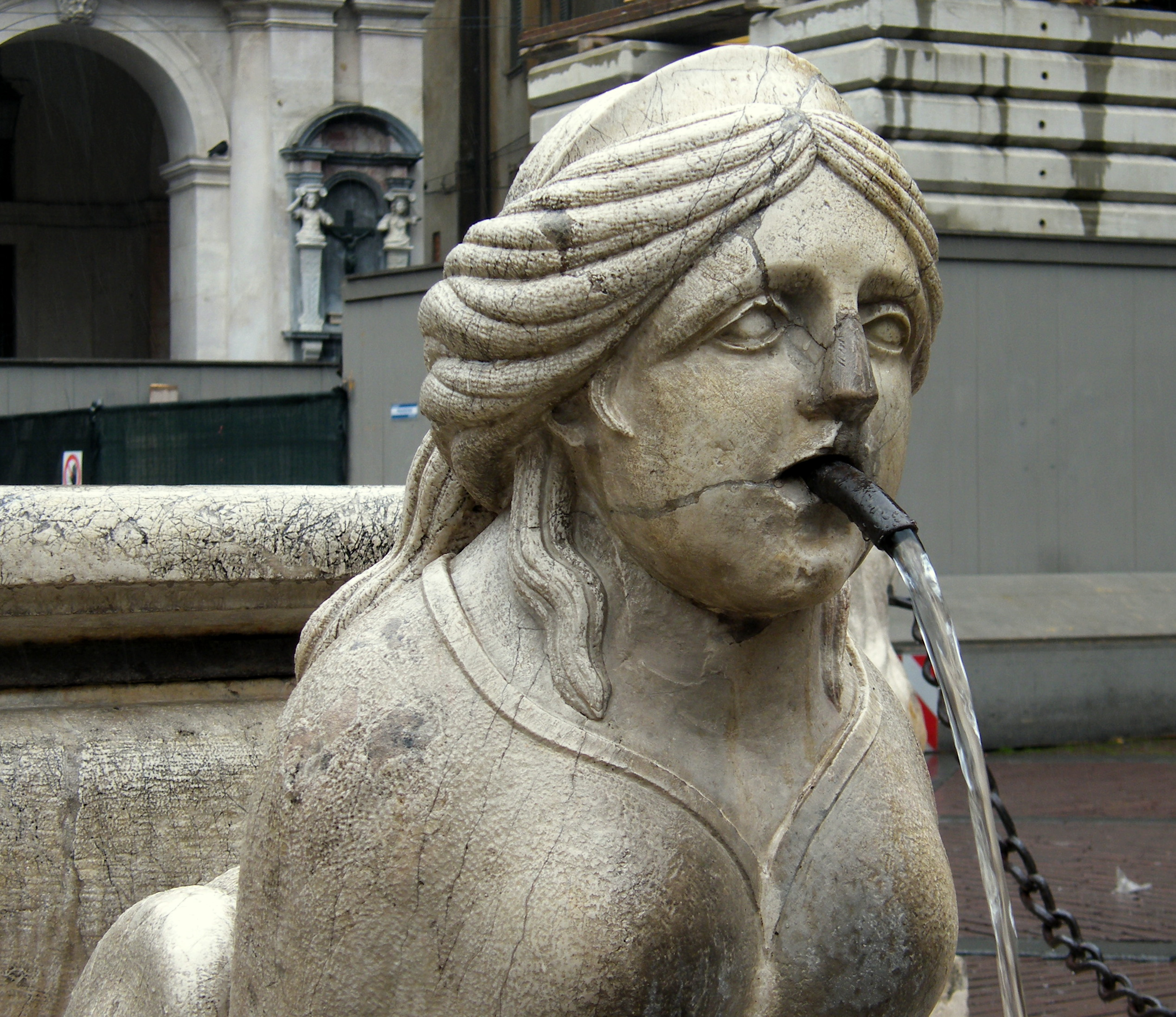

## 註腳
1. ↑  B. Belotti, op. cit.